# New Pitsligo
New Pitsligo ist eine Ortschaft in der schottischen Council Area Aberdeenshire. Sie liegt etwa 16 Kilometer südwestlich von Fraserburgh und 17 Kilometer nordöstlich von Turriff.

## Geschichte
Ein kurzes Stück nördlich von New Pitsligo zeugt ein Cairn (Law Cairn) von der frühen Besiedlung der Umgebung. Weiter nordöstlich finden sich zwei Gräberfelder, von denen eines auf die Bronzezeit datiert wird.
New Pitsligo entstand als Plansiedlung William Forbes of Monymusks im Jahre 1787. Hierbei wurde der bestehende Weiler Cyaak neu strukturiert und erweitert. Zu Beginn des 19. Jahrhunderts wurde die Ortschaft als heruntergekommen und fast ausschließlich von Schwarzbrennern bewohnt beschrieben. Ab den 1820er Jahren blühte New Pitsligo auf und entwickelte sich. Bekannt wurde es für die Fertigung von Spitze, die bis heute dort produziert wird. Auf dem Höhepunkt der Entwicklung befanden sich vier Kirchengebäude in New Pitsligo.
Zwischen 1841 und 1871 stieg die Einwohnerzahl New Pitsligos von 1645 auf 2094 an. Anschließend war sie rückläufig, sodass 2001 nur noch 927 Personen gezählt wurden. Im Rahmen der Zensuserhebung 2011 wurde ein Anstieg auf 1100 Einwohner festgestellt.

## Verkehr
Die in Peterhead beginnende und jenseits von New Pitsligo endende A950 ist die Hauptverkehrsstraße der Ortschaft. Sie bindet New Pitsligo an die einen Kilometer nordwestlich verlaufende A98 (Fraserburgh–Fochabers) an. Im Osten ist die von Fraserburgh nach New Deer führende A981 innerhalb kurzer Strecke erreichbar.